# 巴伐利亚足球联赛
巴伐利亚足球联赛（德語：Fußball-Bayernliga）是德国足球联赛系统中的第五级联赛和巴伐利亚州的第二级联赛。在巴伐利亚地区联赛于2012年设立之前，它一直是该州的最高级别联赛。这项赛事最初是在1945-46赛季作为州级联赛举行，并位处德国联赛系统的第二级直至1950年。在此后直至1994年成立新的第三级联赛——地区联赛前的这段时间，它则位处德国第三级：从1950年至1978年的联赛改革之间是以第一业余联赛的名义开展，随后则是作为业余高级联赛。从1994年至2008年设立丙级联赛之间，它是作为位处德国第四级的高级联赛，然后则以巴伐利亚联赛的名义成为德国的第五级联赛。自2012-13赛季起，巴伐利亚联赛再度采用南、北两个赛区组别的双轨制。

## 赛制
巴伐利亚联赛通常包含每个赛区的各18支，即总共36支参赛球队。但根据升级或降级球队名额的不同，其数量可能会发生变化，例如在2012-13赛季共有37支参赛球队，18支在北区和19支在南区。
两个赛区的当季冠军可以直接升入巴伐利亚地区联赛，亚军则需与当季巴伐利亚地区联赛的第十六名和第十七名球队参加升、降级附加赛，以争夺另外两个参加地区联赛的名额。
位居每个赛区积分榜最后两席的球队将降入巴伐利亚州级联赛。州级联赛自2012年起被划分为西北、东北、中部、西南和东南共五个赛区，每个赛区的冠军可以直接升入巴伐利亚联赛。州级联赛的五个亚军则需与巴伐利亚联赛的第十五和第十六名、以及成绩较差的1个第十四名球队参加升、降级附加赛，以决出另外三个巴伐利亚联赛的参赛名额。

## 历史

### 巴伐利亚州级联赛：1945－1950年
这项赛事最初是在1945年由9支球队组成的巴伐利亚州级联赛（Landesliga Bayern），它作为德国足球联赛系统的第二级，仅次于南部高级联赛。该联赛是与当时的黑森州级联赛、符腾堡业余联赛和北巴登业余联赛平行举办。
联赛在其第二个赛季便扩充至两个赛区的各11支球队。北区和南区的冠军彼此对阵以决出巴伐利亚冠军和升级名额。一年后，联赛进一步扩军至每区13队。
1948年，联赛重组为16支球队的单轨制，积分最高的两支球队可获升级资格。在1949-50赛季，共有14支球队参赛，其中积分最高的五支球队可获升级至新设立的南部高级乙组联赛。

### 巴伐利亚业余甲级联赛：1950－1978年
自1950年起，赛事更名为巴伐利亚业余甲级联赛（1. Amateurliga Bayern）并一直使用至1978年，当时这已是德国足球联赛系统的第三级，位居南部高级乙组联赛之下。它在首个赛季包含16支球队，然后是18支以及再后来为19支。
1953年，联赛再度分设南、北两个赛区，每区各由15支球队组成。造成这种情况的主要原因是为了降低出行成本及时间，但同时也可以创造出两个赛区冠军同时参加部高级乙组联赛的升级附加赛，而不是此前的一个名额。作为德国南部最大规模的足球协会，巴伐利亚足协深知只有一个冠军获准参加升级附加赛会使其处于不利地位。
联赛中两个赛区的球队数量不断发生波动，有时来自巴伐利亚中部的球队会变化赛区以平衡两者之间的实力。
在1963年之前的那些年间，位处业余甲级联赛之下的是业余乙级联赛，它们本应是根据巴伐利亚的七个行政区进行划分。然而，一些行政区例如上巴伐利亚，在业余乙级联赛被拆分出比业余甲级联赛更多的赛区。
1963年，随着德国足球甲级联赛的创立，南部高级联赛及南部高级乙组联赛都被撤销。巴伐利亚业余甲级联赛则进行整编，并自此成为位居南部地区联赛——这个在德国南部新设立的第二级联赛之下。业余联赛保留了其作为第三级联赛的地位。
来自北赛区和南赛区的各7支球队加上原南部高级乙组联赛的4支球队组成了1963年重编后的巴伐利亚业余甲级联赛。联赛冠军仍然可以与德国南部其它业余联赛的优胜者争夺升级名额，而位居积分榜最末的3支球队将直接降级。在业余甲级联赛之下，则成立了三轨制的巴伐利亚州级联赛并保留至今，其三个赛区的冠军可以直接升级：
- 州级联赛北区：覆盖下弗兰肯及上弗兰肯
- 州级联赛中区：覆盖中弗兰肯、上普法尔茨和下巴伐利亚
- 州级联赛南区：覆盖施瓦本和上巴伐利亚

业余甲级联赛在随后的几年中维持不变，直至1974年，当南部地区联赛被乙级联赛南区所取代。对于业余甲级联赛，这仍然意味着变化不大，其冠军仍然需要参加附加赛来获得升入新联赛的资格。

### 巴伐利亚业余高级联赛：1978－1994年
德国最高级别的业余联赛在1978年迎来改革，其联赛数量从16个减半至8个，使得南部冠军首次可以直接升级。业余甲级联赛也被更名为业余高级联赛（Amateur-Oberliga Bayern），或通常简化使用“高级联赛”的称谓。在德国南部，这意味着巴伐利亚联赛此时是与黑森、巴登-符腾堡和西南的业余高级联赛平行举办。
然而南部冠军可以直接升级的情况仅仅持续了两个赛季，即1978-79和1979-80赛季。至1981年，乙级联赛被统一为单轨制，因此有必要为高级联赛的冠军重新设立升级附加赛。在这一赛季，巴伐利亚足协同样为州级联赛推出了升级附加赛，这意味着该联赛的三支亚军球队将可与业余高级联赛的后四名球队争夺一个额外的业余高级联赛参赛名额。在某些赛季，甚至可能出现更多的升级名额，例如当业余高级联赛的冠军成功升入乙级联赛时。

### 巴伐利亚高级联赛：1994－2008年
在这个联赛以第三级运营了44个赛季后，地区联赛被重新引入，后者的存在使得巴伐利亚联赛下滑至联赛系统的第四级。它还采用了全新的、更短的名称，被简称为巴伐利亚高级联赛（Oberliga Bayern），因为最高级别的业余联赛自此已是地区联赛。
在巴伐利亚业余高级联赛近三个赛季整体表现最佳的6支球队，获准入围新设立的南部地区联赛，它们是：
- 奥格斯堡
- 罗霍夫（德语：SV Lohhof）
- 翁特哈兴
- 拜仁慕尼黑二队
- 格罗伊特菲尔特
- 费斯滕贝格斯格罗伊特（德语：TSV Vestenbergsgreuth）

这一事实也允许有比平常更多的球队从州级联赛升级。但最重要的是，自1980年以来首次有巴伐利亚冠军可以再度直接升级，至当时的地区联赛。唯一的例外是在2000年，当地区联赛的数量从四个缩减为两个。

### 巴伐利亚联赛：2008年至今
2008年，德国足球联赛系统再度发生变化。新的丙级联赛正式成立，位处乙级联赛和地区联赛之间。对于巴伐利亚高级联赛而言，这意味着进一步下滑至第五级。然而，在当季高级联赛表现最优异的4支球队得以进入地区联赛，只要其财务状况满足地区联赛的要求，这些球队是：
- 格罗伊特菲尔特二队
- 纽伦堡二队（英语：1. FC Nürnberg II）
- 大巴多夫（德语：TSV Großbardorf）
- 和睦班贝格（德语：FC Eintracht Bamberg）
- 翁特哈兴二队（英语：SpVgg Unterhaching II）

由于巴伐利亚联赛冠军上弗兰肯拜罗伊特的地区联赛参赛牌照被拒，和睦班贝格顶替了它的名额。此外由于锡根体育之友也无法获得参赛牌照，使得另一支巴伐利亚球队得以升入地区联赛，这便是翁特哈兴的预备队。
在2010年10月，地区联赛决定采取另一项改革。联赛的数量从此要扩大为5个，其中需要重新恢复原已解散的东北地区联赛，并新设巴伐利亚地区联赛。此外，西部地区联赛的涵盖范围将缩减为仅限北莱茵-威斯特法伦州，原属这一联赛的德国西南部球队则与原属南部地区联赛的球队（巴伐利亚球队除外）重组为新的西南地区联赛。新的体系自2012-13赛季起实施。它同时还规定，参加每个地区联赛的预备队名额被限定为7个。
巴伐利亚足协自2012年开始执行剧烈的变革至联赛系统。除了已决定自2012-13赛季引入的巴伐利亚地区联赛外，在其之下、作为德国足球联赛系统的第五级的巴伐利亚联赛还将采用双轨制。而更低一级的州级联赛，则将以五个赛区的五轨制代替原有的三轨制，它们是根据地理条件进行划分，以限制出行成本并增加当地德比的数量。这种模式于2011年4月下旬获得通过。随着2011-12赛季结束后的联赛改革，行政区高级联赛也被解散。相反，行政区联赛将接替行政区高级联赛再次低于州级联赛，这是从1968年至1988年间便已建立的体系。
虽然巴伐利亚地区联赛原本被认为将使用巴伐利亚联赛的名称，但其后巴伐利亚足协宣布现有的巴伐利亚联赛将保有这一荣誉称谓，以使其成为双轨制联赛，就像其曾在1953年至1963年间那样。新的参赛资格模式使得既有存在于地区联赛的所有巴伐利亚球队、以及巴伐利亚联赛的前九名球队都可获得新赛事的参赛资格。此外，在巴伐利亚联赛排名第十至第十五位的球队将与州级联赛的6支球队，即与后者3个赛区的冠军和亚军参加升级附加赛，以决出另外3个进入新赛事的名额。然而这一公式也可以发生波动——如果有来自巴伐利亚的球队升级或降级至丙级联赛。
在地区联赛升级附加赛中落败的9支球队以及在州级联赛中分列第三至第八位的球队，共计18支球队将全数进入新的巴伐利亚联赛，而对于由州级联赛排名第十一至第十五位的球队之间决出的巴伐利亚联赛升级附加赛的胜者、以及行政区高级联赛的冠军也是如此。未能升入巴伐利亚联赛的州级联赛球队将留在五轨制的新州级联赛之中，并且不设降级至行政区联赛的名额。

### 联赛时间轴
| 年份      | 名称                     | 名称                     | 级别 | 升级至           |
| --------- | ------------------------ | ------------------------ | ---- | ---------------- |
| 1945-46   | 巴伐利亚州级联赛         | 巴伐利亚州级联赛         | II   | 南部高级联赛     |
| 1946-48   | 巴伐利亚州级联赛南区     | 巴伐利亚州级联赛北区     | II   | 南部高级联赛     |
| 1948-50   | 巴伐利亚州级联赛         | 巴伐利亚州级联赛         | II   | 南部高级联赛     |
| 1950-53   | 巴伐利亚业余甲级联赛     | 巴伐利亚业余甲级联赛     | III  | 南部高级乙组联赛 |
| 1953-63   | 巴伐利亚业余甲级联赛南区 | 巴伐利亚业余甲级联赛北区 | III  | 南部高级乙组联赛 |
| 1963-74   | 巴伐利亚业余甲级联赛     | 巴伐利亚业余甲级联赛     | III  | 南部地区联赛     |
| 1974-78   | 巴伐利亚业余甲级联赛     | 巴伐利亚业余甲级联赛     | III  | 乙级联赛南区     |
| 1978-81   | 巴伐利亚业余高级联赛     | 巴伐利亚业余高级联赛     | III  | 乙级联赛南区     |
| 1981-94   | 巴伐利亚业余高级联赛     | 巴伐利亚业余高级联赛     | III  | 乙级联赛         |
| 1994-2008 | 巴伐利亚高级联赛         | 巴伐利亚高级联赛         | IV   | 南部地区联赛     |
| 2008-12   | 巴伐利亚联赛             | 巴伐利亚联赛             | V    | 南部地区联赛     |
| 2012-     | 巴伐利亚联赛南区         | 巴伐利亚联赛北区         | V    | 巴伐利亚地区联赛 |

## 历年冠军
梅明根占据巴伐利亚联赛历史积分榜的首位。拜罗伊特则以8次冠军成为夺冠次数最多的球队。紧随其后的是7届冠军奥格斯堡和5届冠军慕尼黑1860，其中慕尼黑1860有两次冠军是由其业余队夺得。
| 作为“州级联赛”（第二级）： - 19455-46 班贝格01 - 1946-47 - 慕尼黑勇敢（南区） - 拜仁霍夫（北区） - 1947-48 - 奥格斯堡（南区） - 班贝格01（北区） - 1948-49 雅恩雷根斯堡 - 1949-50 班贝格01 作为“业余甲级联赛”（第三级）： - 1950-51 诺伊施塔特/科堡 - 1951-52 安贝格 - 1952-53 库尔姆巴赫 - 1953-54 - 诺伊施塔特/科堡（北区） - 魏登（南区） - 1954-55 - 黑尔姆布雷希茨（北区） - 彭茨贝格（南区） - 1955-56 - VfB拜罗伊特（北区） - 因戈尔施塔特-灵希（南区） - 1956-57 - 班贝格01（北区） - 彭茨贝格（南区） - 1957-58 - 班贝格01（北区） - 慕尼黑勇敢（南区） - 1958-59 - 拜罗伊特（北区） - 施瓦本奥格斯堡（南区） - 1959-60 - 利希滕费尔斯（北区） - 施瓦本奥格斯堡（南区） - 1960-61 - 哈斯富尔特（北区） - 慕尼黑1860业余队（南区） | - 1961-62 - 因戈尔施塔特-灵希（南区） - 比兴巴赫（北区） - 1962-63 - 施特劳宾（南区） - 班贝格01（北区） - 1963-64 慕尼黑勇敢 - 1964-65 魏登 - 1965-66 奥格斯堡 - 1966-67 雅恩雷根斯堡 - 1967-68 因戈尔施塔特-灵希 - 1968-69 拜罗伊特 - 1969-70 慕尼黑勇敢 - 1970-71 拜罗伊特 - 1971-72 慕尼黑勇敢 - 1972-73 奥格斯堡 - 1973-74 黑措根奥拉赫 - 1974-75 雅恩雷根斯堡 - 1975-76 慕尼黑勇敢 - 1976-77 维尔茨堡踢球者 - 1977-78 哈斯富尔特 作为“高级联赛”（第三级）： - 1978-79 因戈尔施塔特-灵希 - 1979-80 奥格斯堡 - 1980-81 MTV因戈尔施塔特 - 1981-82 奥格斯堡 - 1982-83 翁特哈兴 - 1983-84 慕尼黑1860 - 1984-85 拜罗伊特 - 1985-86 兰茨胡特 - 1986-87 拜罗伊特 - 1987-88 翁特哈兴 - 1988-89 翁特哈兴 - 1989-90 施韦因富特05 - 1990-91 慕尼黑1860 - 1991-92 翁特哈兴 - 1992-93 慕尼黑1860 - 1993-94 奥格斯堡 | 作为“高级联赛”（第四级）： - 1994-95 布格豪森勇敢 - 1995-96 魏斯迈因 - 1996-97 慕尼黑1860业余队 - 1997-98 施韦因富特05 - 1998-99 罗霍夫 - 1999-00 雅恩雷根斯堡 - 2000-01 安斯巴赫09 - 2001-02 奥格斯堡 - 2002-03 福伊赫特 - 2003-04 慕尼黑1860业余队 - 2004-05 拜罗伊特 - 2005-06 因戈尔施塔特04 - 2006-07 雅恩雷根斯堡 - 2007-08 拜罗伊特 作为“巴伐利亚联赛”（第五级）： - 2008-09 魏登 - 2009-10 梅明根 - 2010-11 伊斯马宁 - 2011-12 罗森海姆1860 - 2012-13 - 施韦因富特05（北区） - 沙尔丁-海宁（南区） - 2013-14 - 拜罗伊特（北区） - 艾夏（南区） - 2014-15 - 维多利亚阿沙芬堡（北区） - 赖因1896（南区） - 2015-16 - 塞利根波滕（北区） - 加兴（南区） |

### 文献
- Die Bayernliga 1945 – 1997, published by the DSFS, 1998
- Deutschlands Fußball in Zahlen, An annual publication with tables and results from the Bundesliga to Verbandsliga/Landesliga, publisher: DSFS
- Kicker Almanach, The yearbook on German football from Bundesliga to Oberliga, since 1937, published by the Kicker Sports Magazine
- Süddeutschlands Fussballgeschichte in Tabellenform 1897–1988 History of Southern German football in tables, publisher & author: Ludolf Hyll
- 50 Jahre Bayrischer Fussball-Verband 50-year-anniversary book of the Bavarian FA, publisher: Vindelica Verlag, published: 1996
- Die Deutsche Liga-Chronik 1945–2005 History of German football from 1945 to 2005 in tables, publisher: DSFS, published: 2006